# 津田信夫

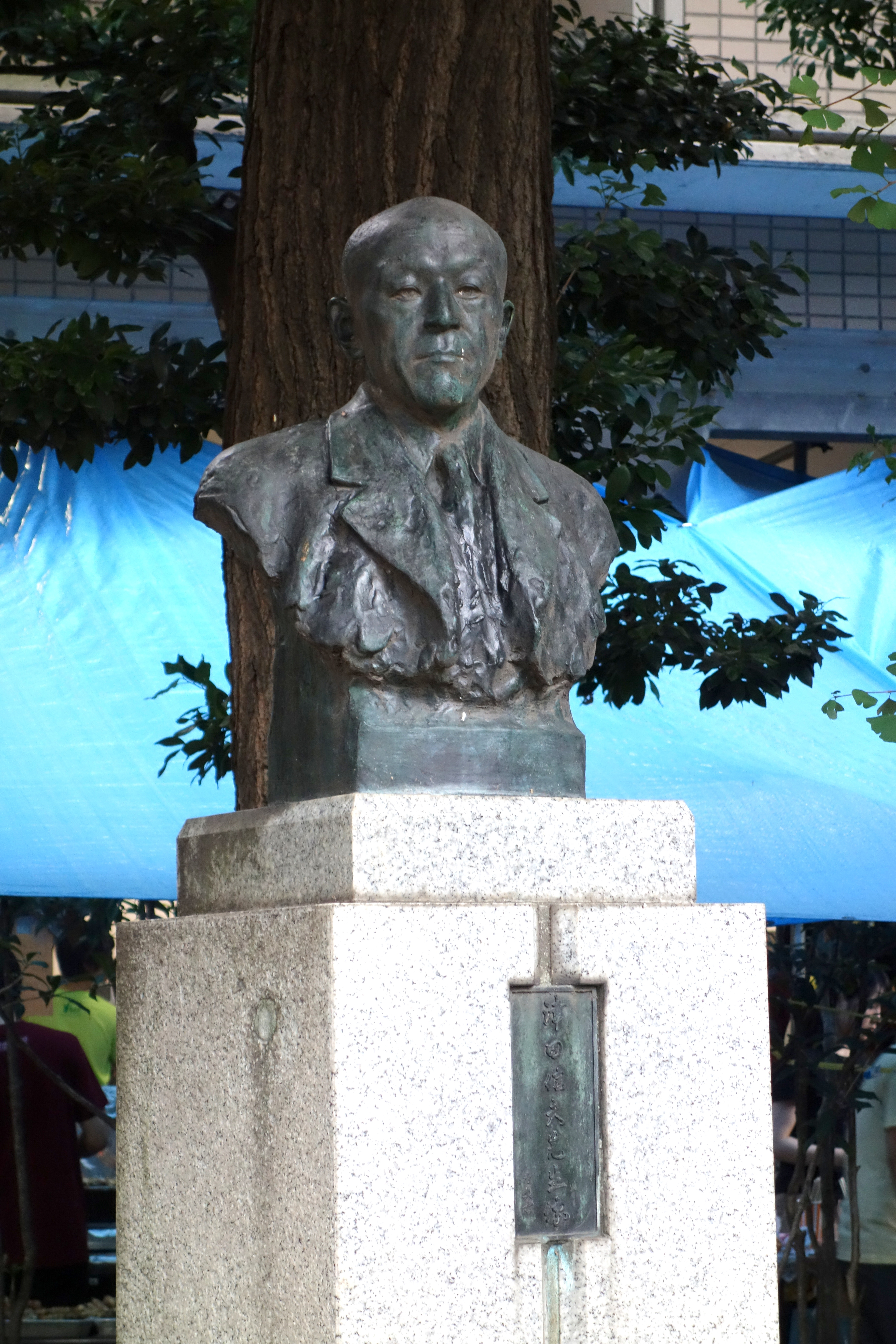
東京藝術大学上野キャンパス『津田信夫先生像』

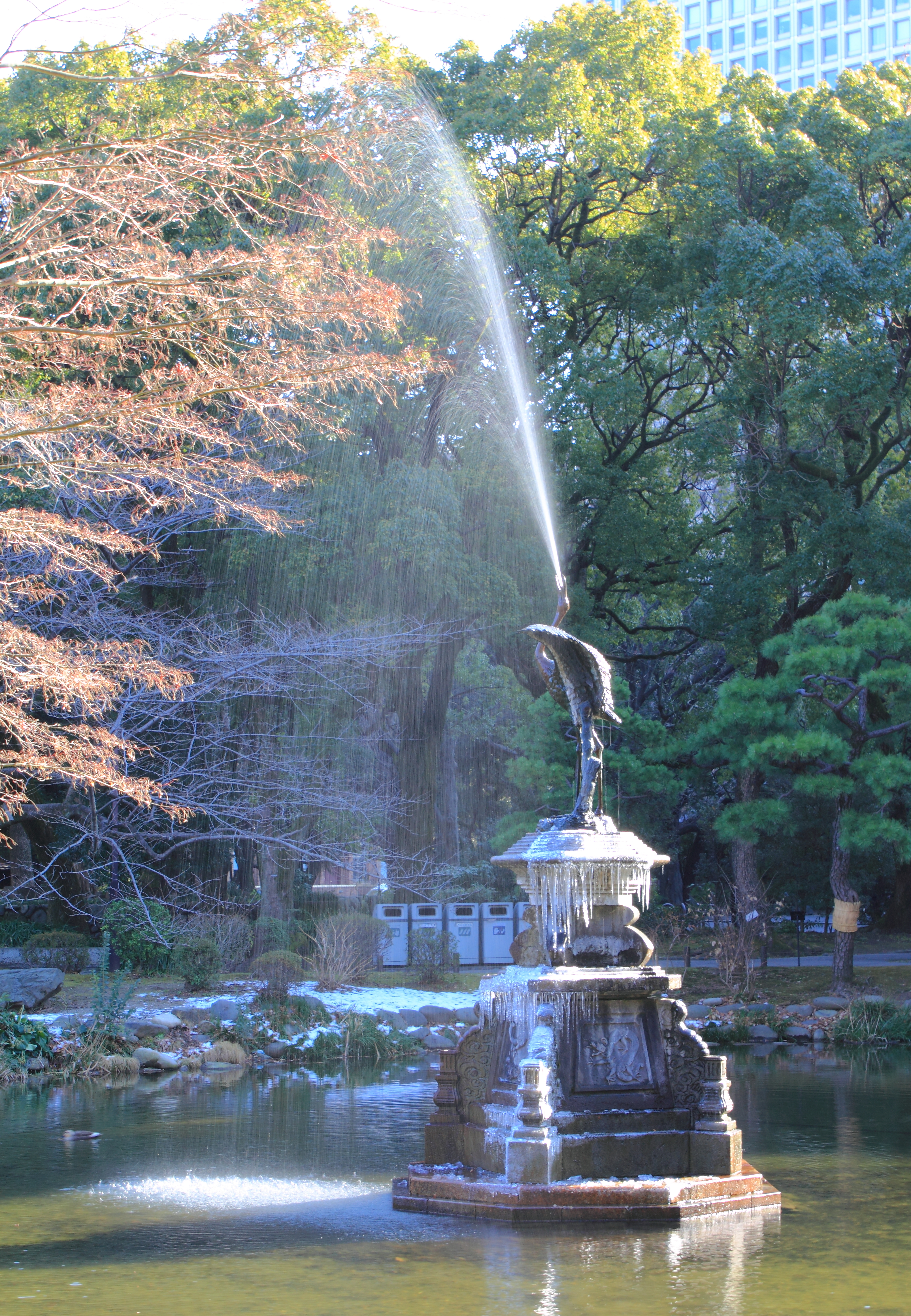
日比谷公園『鶴の噴水』（1905年岡崎雪聲と共作）。

津田 信夫（つだ しのぶ、1875年〈明治8年〉10月23日 - 1946年〈昭和21年〉2月17日）は日本を代表する鋳金工芸作家。東京美術学校（現在の東京芸術大学）教授、帝国美術院（現在の日本芸術院）会員。フランスと日本の文化交流への功績から、両政府より、オフィシャー・デ・アカデミー勲章、オフィシャー・エトワール・ノアール勲章、勲四等瑞宝章を賜り、正四位に叙せられる。

## 経歴
1875年（明治8年）10月、千葉県印旛郡佐倉藤沢町44番地（現在の千葉県佐倉市藤沢）に佐倉藩医（江戸詰めの漢方医）である父津田長人、母けいの長男として生まれる。佐倉集成学校（現在の千葉県立佐倉高等学校）を経て、1895年（明治28年）9月、東京美術学校（現在の東京芸術大学）に入学。1900年（明治33年）7月に鋳金科を卒業する。
卒業から2年後、1902年（明治35年）に東京美術学校の助教授となり、1919年（大正8年）には教授となる。東京美術学校が公共事業として注文を受けた浅草公園（現在は浅草寺のお水舎に移築）や日比谷公園の噴水、日本橋の装飾、国会議事堂の扉装飾など公共施設の金工品を多く手掛け、近代的な都市づくりに貢献する。1923年（大正12年）には金工の研究の為にヨーロッパへ留学し、フランス、ドイツ、オランダ、ベルギー、イタリア、イギリス、ギリシャ等の国々を歴訪し、当時ヨーロッパで流行していた装飾様式であるアール・デコなどを学ぶ。1925年（大正14年）のパリ万国装飾美術工芸博覧会（現代装飾美術・産業美術国際博覧会、通称アール・デコ博）では日本代表として審査員を務める。この博覧会では、日本の著名な工芸家たちの作品がこぞって落選することとなり、日本の意匠の停滞ぶりと欧米各国の新潮流の違いが明らかになった。「工芸」とは、伝統的で精緻な技術の追求のみならず、美しさをも追求し、生活と心を豊かなものにする「美術」であるというのが、当時の欧米での考え方であった。
帰国後は、ヨーロッパでの工芸の状況や自らの考えを日本へ伝え、高村豊周、佐々木象堂、杉田禾堂、北原千鹿、山本安曇などの若手工芸家に大きな影響を与えた。また、国主催の美術展覧会である帝国美術院展覧会（現在の日展）における工芸部門の設置（1927年）に尽力した。1946年（昭和21年）、東京市下谷区谷中天王寺町16番地（現在の東京都台東区谷中）の自宅にて心臓麻痺により、72歳で没する。

## 作品
- 『壺形アラビア文青銅花瓶』
- 『海』（千葉県立美術館蔵）
- 『鸚鵡』
- 『カンガルー』
- 『一去一来』
- 『隠霧澤毛』（佐倉市立美術館蔵）
- 『霊亀曳尾』（佐倉市立美術館蔵）

## 展覧会
2010年8月7日〜同9月23日、佐倉市立美術館において「津田信夫展」が開催された。同展は津田信夫初の回顧展となり、日本国内・国外で所在の確認されている作品を可能な限り収集・展示した。

## 関連文献
- 『佐倉誌』林壽祐　大正13年
- 『房総美術の往還』　中地昭男　求龍堂　平成3年
- 『佐倉市郷土の先覚者　津田信夫』　佐倉市教育委員会　平成9年3月31日
- 『明治に生きた佐倉藩ゆかりの人々』内田儀久　聚海書林　平成9年
- 『メタル・アート・ミュージアム 光の谷』http://www.jade.dti.ne.jp/~mam/index1.html（2014年末で休館）